# Животът ми като Тиквичка
„Животът ми като Тиквичка“ (на френски: Ma vie de Courgette) е швейцарско-френски детски анимационен филм от 2016 година на режисьора Клод Барас по сценарий на Селин Сиама, базиран на едноименната книга на Жил Парис.
В центъра на сюжета е малко дете със самотна майка алкохоличка, която умира при нещастен случай и то е изпратено в малко сиропиталище, където се опитва да преодолее травмите си в компанията на няколко други деца със семейни проблеми.
„Животът ми като Тиквичка“ получава Европейска филмова награда за анимационен филм и е номиниран също за наградите „Оскар“, „Златен глобус“ и наградата на БАФТА.